# Municipio de San Pedro (Coahuila)
El municipio de San Pedro es uno de los 38 municipios en que se encuentra dividido el estado mexicano de Coahuila. Su cabecera municipal es la ciudad homónima.

## Geografía

### Localización
El municipio de San Pedro se ubica en el suroeste del estado de Coahuila.

#### Límites
El municipio limita al norte con el municipio de Cuatro Ciénegas; al sur con los municipios de Matamoros, Parras y Viesca; al este con Cuatro Ciénegas y Parras; y al oeste con Matamoros y Francisco I. Madero.

### Extensión
San Pedro tiene una extensión territorial de 7174.48 km², que representa el 4.73 % de la superficie estatal.

### Orografía
La mayor parte de la superficie del municipio es plana. Al norte del municipio hay varias serranías, en las que destacan: las sierras Alamitos, Colorada y la del Venado.

### Hidrografía
En cuanto a la hidrografía, destacan: el río Nazas que entra desde el municipio de Francisco I. Madero; y la laguna de Mayrán, ubicada en el sureste del municipio.

### Clima
El clima del municipio es de subtipos semicálidos secos. Posee una temperatura media anual que va desde 16 a 18 °C en el centro-norte; así como de 20 a 22 °C en el sur y sureste. La precipitación va de 200 a 300 mm.

## Demografía
De acuerdo con el Censo de Población y Viviendarealizado en 2020 por el Instituto Nacional de Estadística y Geografía (INEGI), en el municipio de San Pedro había un total de 101 041 habitantes, de los que 51 092 eran mujeres y 49 949 hombres. Dentro de todo el municipio se registró un total de 26 577 viviendas.
El grado promedio de escolaridad en mayores de 15 años y más fue de 9.0 años.

### Localidades
En el Censo de 2020 el municipio de San Pedro contaba con 267 localidades.
| Código INEGI      | Localidad               | Población (2020) |
| ----------------- | ----------------------- | ---------------- |
| 050330001         | San Pedro               | 49 490           |
| 050330022         | Concordia               | 7 972            |
| 050330037         | Luchana                 | 2 708            |
| 050330077         | San Ignacio             | 1 969            |
| 050330062         | El Retiro               | 1 578            |
| 050330089         | San Rafael de Arriba    | 1 577            |
| 050330042         | Mayrán                  | 1 473            |
| 050330079         | San Lorenzo             | 1 424            |
| 050330107         | Tacubaya                | 1 282            |
| 050330084         | San Miguel              | 1 241            |
| 050330005         | Alejo González          | 1 145            |
| 050330029         | La Fe                   | 1 136            |
| 050330083         | San Marcos              | 1 131            |
| 050330074         | San Francisco de Arriba | 1 059            |
| 050330072         | San Esteban de Abajo    | 1 109            |
| Otras localidades | Otras localidades       | 24 797           |
| Total municipal   | Total municipal         | 101 041          |